# Kanton Brest-Lambezellec
Kanton Brest-Lambezellec (fr. Canton de Brest-Lambezellec) je francouzský kanton v departementu Finistère v regionu Bretaň. Skládá se z části města Brest.